# Bieber (Weißenbrunn)
Bieber ist ein ehemaliger Gemeindeteil der Gemeinde Weißenbrunn im Landkreis Kronach (Oberfranken, Bayern). Der Ort zählt zum Gemeindeteil Grün.

## Geografie
Die Einöde liegt an einem Quellbach des Schlottermühlbaches. Im Norden befindet sich der Schneckenberg. Eine Anliegerstraße führt nach Grün (0,5 km südöstlich).

## Geschichte
Gegen Ende des 18. Jahrhunderts gab es in Bieber ein Anwesen. Das Hochgericht übte das Rittergut Weißenbrunn aus. Es hatte ggf. an das bambergische Centamt Kronach auszuliefern. Die Grundherrschaft über den Hof hatte das Rittergut Weißenbrunn.
Mit dem Gemeindeedikt wurde Bieber dem 1808 gebildeten Steuerdistrikt Weißenbrunn und der 1818 gebildeten Ruralgemeinde Weißenbrunn zugewiesen.

### Einwohnerentwicklung
| Jahr      | 001818 | 001861 | 001871 | 001885 | 001900 |
| Einwohner |        | 5      | 7      | 6      | 8      |
| Häuser    | 1      |        |        | 1      | 1      |
| Quelle    | [ 3 ]  | [ 5 ]  | [ 6 ]  | [ 7 ]  | [ 8 ]  |

## Religion
Der Ort ist seit der Reformation evangelisch-lutherisch geprägt und in die Dreieinigkeitskirche (Weißenbrunn) gepfarrt.